# مارک ان وگمن
مارک ان وگمن یک دانشمند کامپیوتر آمریکایی است که به دلیل مشارکت در الگوریتم ها و بهینه سازی کامپایلر شناخته شده است. وگمن مدرک کارشناسی خود را از دانشگاه نیویورک و مدرک دکترای خود را از دانشگاه کالیفرنیا دریافت کرد. او در سال ۱۹۷۵ به شرکت پژوهشی آی بی ام پیوست و در حال حاضر به عنوان رئیس علوم رایانه فعالیت می کند. او عضو آکادمی فناوری آی‌بی‌ام و عضو انجمن ماشین‌های محاسباتی(۱۹۹۶) و موسسه مهندسین برق و الکترونیک است. او در سال ۲۰۰۷ عضو آی‌بی‌ام شد. او در سال ۲۰۱۰ برای عضویت در آکادمی ملی مهندسی انتخاب شد.
وگمن به دلیل اینکه یکی از مخترعان فرم تخصیص ایستای منفرد است که در بخش تجزیه و تحلیل اکثر کامپایلرهای بهینه سازی مدرن استفاده می شود، شناخته شده است. این اثر در سال ۲۰۰۶ توسط SIGPLAN با جایزه دستاورد زبان های برنامه نویسی شناخته شد. او همچنین به الگوریتم ها و نظریه اطلاعات از جمله درهم سازی جهانی و الگوریتم فشرده سازی داده ال زد دبلیو کمک کرده است.